# 墨西哥巨齒鼠屬
墨西哥巨齒鼠屬（学名：Megadontomys），哺乳綱、囓齒目、倉鼠科的一屬，而與墨西哥巨齒鼠屬（墨西哥巨齒鼠）同科的動物尚有大稻鼠屬（聖盧西亞大稻鼠）、黑鼠屬（黑鼠）、秘魯鼠屬（秘魯鼠）、大長爪鼠屬（巴拉圭長爪鼠）等之數種哺乳動物。

## 下属分类
本科包括以下属：
- Megadontomys cryophilus (Musser, 1964)
- Megadontomys nelsoni (Merriam, 1898)
- Megadontomys thomasi (Merriam, 1898)